# Stanisław Jaskóła
Stanisław Jaskóła (ur. 19 października 1918 w Łodzi, zm. ?) – polski bokser, zawodnik łódzkich klubów.
Pierwsze kroki w boksie stawiał w klubie Geyer Łódź w 1936 roku. Po zakończeniu II wojny światowej, wznowił treningi w łódzkim Geyerze, w którym wywalczył wicemistrzostwo Polski, po czym przeszedł do klubu Tęcza Łódź, w którym to zdobył największe sukcesy sportowe. Natomiast zakończył swoją karierę sportową w barwach ŁKS Łódź w 1953 roku. Startując w kategorii ciężkiej, zdobył mistrzostwo Polski w 1948, wywalczył wicemistrzostwo kraju w 1946 w wadze półciężkiej i 1951 w wadze ciężkiej, oraz zdobył brązowy medal w 1947 roku, w tej samej kategorii wagowej. Występując w ringu stoczył 307 walk, z czego 231 odnotował zwycięstw, 6 pojedynków zremisował i 70 przegrał.